# All for One and One for All!
Singles par Shuffle Units
Kowarenai Ai ga Hoshii no / etc.
(2003) Onna, Kanashii, Otona / etc.
(2005)
 All for One & One for All!  (écrit en capitales ; d'après la traduction de la devise « tous pour un, un pour tous » des Trois Mousquetaires) est l'unique single du groupe temporaire H.P. All Stars (H.P.オールスターズ) formé de l'ensemble du Hello! Project.

## Présentation
Le single sort le 1er décembre 2004 au Japon sur le label zetima, écrit et produit par Tsunku. Il atteint la 5e place du classement de l'Oricon, et reste classé pendant sept semaines, se vendant à 61 440 exemplaires. Il sort aussi dans une édition limitée avec une pochette différente incluant un livret de 100 pages en supplément.
C'est le seul single sorti dans le cadre de la cinquième édition des Shuffle Units du Hello! Project. Contrairement aux éditions précédentes où trois groupes temporaires composés de divers artistes du H!P étaient créés, un seul groupe est créé cette fois ci, comprenant l'ensemble des chanteuses alors actives au H!P, soit 46 membres. 
Cet ensemble interprète la chanson-titre du single, qui sort en fin d'année et non en été comme précédemment. Cependant, les deux autres chansons du single ne sont interprétées que par trois ou quatre des chanteuses du H!P, sans création de groupes spécifiques pour les désigner cette fois.
La chanson-titre figurera sur la compilation d'artistes du H!P Petit Best 5 qui sort trois semaines plus tard, puis sur la compilation Hello! Project Shuffle Unit Mega Best de 2008. Elle sera souvent interprétée lors de concerts du H!P par différentes formations.  
Il n'y a pas cette fois de version "Single V" (DVD) du single contenant son clip vidéo, qui figurera sur les versions DVD des compilations Petit Best 5 et Shuffle Unit Mega Best ; une version alternative du clip figurera sur la version DVD de la compilation Petit Best 6 de 2005. Les chanteuses apparaissent dans le clip dans leur ordre d'arrivée au H!P (par "génération"), vêtues d'uniformes d'inspiration scolaire, personnalisés pour les solistes (membres n'appartenant pas ou plus à des groupes), ou identiques pour les membres d'un même groupe (à la sortie du disque).
L'une des chanteuses, Natsumi Abe, présente lors de l'enregistrement mais temporairement suspendue de ses activités artistiques peu après au moment de la sortie du disque pour avoir plagié des textes pour un de ses livres, ne participera pas à la promotion du disque ni à la tournée d'hiver du H!P où la chanson sera interprétée par le reste du groupe.

## Liste des titres
1. All for One & One for All!  (ALL FOR ONE & ONE FOR ALL!?) (par H.P. All Stars)
2. Sankaku Kankei  (三角関係?) (par Atsuko Inaba, Masae Otani, Ayumi Shibata, Aya Matsuura)
3. Suki ni Naccha Ikenai Hito  (好きになっちゃいけない人?) (par Reina Tanaka, Megumi Murakami, Airi Suzuki)
4. All for One & One for All! (Instrumental)  (ALL FOR ONE & ONE FOR ALL!...?)

## Participantes

### Par groupes
- Solistes : Yuko Nakazawa, Natsumi Abe, Kei Yasuda, Maki Goto, Atsuko Inaba, Ayaka, Yuki Maeda, Aya Matsūra
- Morning Musume : Kaori Iida, Mari Yaguchi, Rika Ishikawa, Hitomi Yoshizawa, Ai Takahashi, Asami Konno, Makoto Ogawa, Risa Niigaki, Miki Fujimoto, Sayumi Michishige, Eri Kamei, Reina Tanaka
- Country Musume : Asami, Mai Satoda, Miuna
- Melon Kinenbi : Hitomi Saito, Megumi Murata, Masae Otani, Ayumi Shibata
- V-u-den : Erika Miyoshi, Yui Okada (+ Rika Ishikawa de Morning Musume déjà citée)
- W : Nozomi Tsuji, Ai Kago
- Berryz Kōbō : Saki Shimizu, Momoko Tsugunaga, Chinami Tokunaga, Māsa Sudō, Miyabi Natsuyaki, Maiha Ishimura, Yurina Kumai, Risako Sugaya
- H!P Kids (futur Cute) : Erika Umeda, Maimi Yajima, Megumi Murakami, Saki Nakajima, Airi Suzuki, Chisato Okai, Mai Hagiwara

### Par générations
(par ordre d'apparition dans le clip vidéo ; appartenance et activité en décembre 2004)
arrivées en 1997
- Yuko Nakazawa (ex-membre de Morning Musume ; soliste ; uniforme personnalisé)
- Kaori Iida (membre de Morning Musume ; uniforme de ce groupe)
- Natsumi Abe (ex-membre de Morning Musume ; soliste ; uniforme personnalisé ; suspendue lors de la promotion du disque)

arrivées en 1998
- Kei Yasuda (ex-membre de Morning Musume ; uniforme personnalisé)
- Mari Yaguchi (membre de Morning Musume ; uniforme de ce groupe)

arrivées en 1999
- Maki Goto (ex-membre de Morning Musume ; soliste ; uniforme personnalisé)
- Atsuko Inaba (ex-membre de Taiyo to Ciscomoon ; uniforme personnalisé)
- Ayaka (ex-membre de Coconuts Musume ; uniforme personnalisé)

arrivées début 2000
- Hitomi Saito (membre de Melon Kinenbi ; uniforme de ce groupe)
- Megumi Murata (membre de Melon Kinenbi ; uniforme de ce groupe)
- Masae Otani (membre de Melon Kinenbi ; uniforme de ce groupe)
- Ayumi Shibata (membre de Melon Kinenbi ; uniforme de ce groupe)
- Asami (membre de Country Musume ; uniforme de ce groupe)

arrivées en 2000 (Morning Musume)
- Rika Ishikawa (membre de Morning Musume ; uniforme de ce groupe)
- Hitomi Yoshizawa (membre de Morning Musume ; uniforme de ce groupe)
- Ai Kago (ex-membre de Morning Musume ; membre de W ; uniforme de ce groupe)
- Nozomi Tsuji (ex-membre de Morning Musume ; membre de W ; uniforme de ce groupe)

arrivées en 2001 (solistes)
- Yuki Maeda (soliste ; uniforme personnalisé)
- Aya Matsuura (soliste ; uniforme personnalisé)

arrivées en 2001 (Morning Musume)
- Ai Takahashi (membre de Morning Musume ; uniforme de ce groupe)
- Asami Konno (membre de Morning Musume ; uniforme de ce groupe)
- Makoto Ogawa (membre de Morning Musume ; uniforme de ce groupe)
- Risa Niigaki (membre de Morning Musume ; uniforme de ce groupe)

arrivées en 2002
- Mai Satoda (membre de Country Musume ; uniforme de ce groupe)
- Miki Fujimoto (ex-soliste ; membre de Morning Musume ; uniforme de ce groupe)

arrivées en 2002 (H!P Kids)
- Erika Umeda (élève du H!P Kids ; future membre de Cute ; uniforme de ce groupe)
- Maimi Yajima (élève du H!P Kids ; future membre de Cute ; uniforme de ce groupe)
- Megumi Murakami (élève du H!P Kids ; future membre de Cute ; uniforme de ce groupe)
- Saki Nakajima (élève du H!P Kids ; future membre de Cute ; uniforme de ce groupe)
- Airi Suzuki (élève du H!P Kids ; future membre de Cute ; uniforme de ce groupe)
- Chisato Okai (élève du H!P Kids ; future membre de Cute ; uniforme de ce groupe)
- Mai Hagiwara (élève du H!P Kids ; future membre de Cute ; uniforme de ce groupe)

arrivées en 2002 (Berryz Kōbō)
- Saki Shimizu (membre de Berryz Kōbō ; uniforme de ce groupe)
- Momoko Tsugunaga (membre de Berryz Kōbō ; uniforme de ce groupe)
- Chinami Tokunaga (membre de Berryz Kōbō ; uniforme de ce groupe)
- Māsa Sudō (membre de Berryz Kōbō ; uniforme de ce groupe)
- Miyabi Natsuyaki (membre de Berryz Kōbō ; uniforme de ce groupe)
- Maiha Ishimura (membre de Berryz Kōbō ; uniforme de ce groupe)
- Yurina Kumai (membre de Berryz Kōbō ; uniforme de ce groupe)
- Risako Sugaya (membre de Berryz Kōbō ; uniforme de ce groupe)

arrivées en 2003 (Morning Musume)
- Eri Kamei (membre de Morning Musume ; uniforme de ce groupe)
- Sayumi Michishige (membre de Morning Musume ; uniforme de ce groupe)
- Reina Tanaka (membre de Morning Musume ; uniforme de ce groupe)

arrivées en 2003/2004
- Miuna (membre de Country Musume ; uniforme de ce groupe)
- Erika Miyoshi (membre de V-u-den ; uniforme de ce groupe)
- Yui Okada (membre de V-u-den ; uniforme de ce groupe)